# Tailly (Somme)
Tailly é uma comuna francesa na região administrativa de Altos da França, no departamento de Somme. Estende-se por uma área de 4,05 km². Em 2010 a comuna tinha 60 habitantes (densidade: 14,8 hab./km²).